# One Dozen Berrys
Albums de Chuck Berry
After School Session
(1957) Berry Is on Top
(1959)
Singles
1. Oh Baby Doll
Sortie : juin 1957
2. Rock and Roll Music
Sortie : septembre 1957
3. Sweet Little Sixteen
Sortie : janvier 1958

One Dozen Berrys est le deuxième album du guitariste, chanteur et auteur-compositeur américain Chuck Berry. Il est sorti en mars 1958 chez Chess Records.

## Histoire
Sur les douze chansons de l'album, six sont parues sur des 45 tours avant sa sortie : Oh Baby Doll / La Jaunda (juin 1957), Rock and Roll Music / Blue Feeling (septembre 1957) et Sweet Little Sixteen / Reelin' and Rockin' (janvier 1958). Les six autres chansons sont parues pour la première fois sur ce 33 tours. La version de La Juanda qui figure sur l'album est mixée différemment de celle parue en single, tandis que Low Feeling est en réalité la même chanson que Blue Feeling, mais dont la vitesse est ralentie de moitié.

## Titres

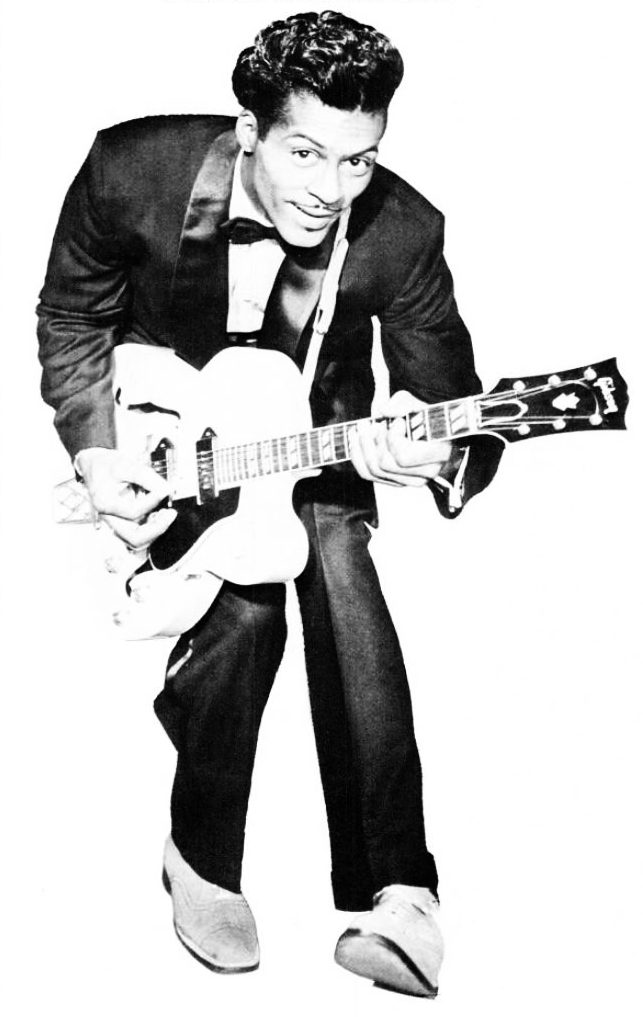
Chuck Berry en 1958, année de sortie de One Dozen Berrys.

Toutes les chansons sont écrites et composées par Chuck Berry.

### Face 1
1. Sweet Little Sixteen – 3:03
2. Blue Feeling – 3:04
3. La Juanda – 3:14
4. Rockin' at the Philharmonic – 3:23
5. Oh Baby Doll – 2:37
6. Guitar Boogie – 2:21

### Face 2
1. Reelin' and Rockin' – 3:18
2. In-Go – 2:29
3. Rock and Roll Music – 2:34
4. How You've Changed – 2:49
5. Low Feeling – 3:09
6. It Don't Take but a Few Minutes – 2:31

## Musiciens
- Chuck Berry : chant, guitare
- Johnnie Johnson, Lafayette Leake : piano
- Willie Dixon : contrebasse
- Hubert Sumlin : guitare
- Fred Below, Ebbie Hardy : batterie